# Gregorio II dei conti di Tuscolo

Stemma dei conti di Tuscolo

Gregorio II dei Conti di Tuscolo (... – 1058) è stato un nobile italiano.

## Biografia
Figlio di Alberico III dei Conti di Tuscolo ed Ermelina, fu conte di Tuscolo e del palazzo lateranense (Lateranensis et Tusculanensis comes) dal 1044 alla sua morte.
La Chronica Sacri Monasterii Casinensis di Leone di Ostia lo riporta come Gregorius de Alberico. La collocazione di questo passaggio implica la sua morte intorno al 1058. Come i suoi molti antenati, portava l'illustre titolo di Romanorum patricius, consul, dux et senator ("Patrizio, console, duca e senatore dei Romani"), che indicava il suo potere temporale su Roma e il suo ruolo di comandante della milizia romana. Il suo doppio titolo comitale implicava il diritto di possedere terra e fortificazioni sia a Roma stessa che a Tuscolo, sostenuto dalla sua alleanza con il papato. Nel 1044 guidò la spedizione per ristabilire sul trono suo fratello, papa Benedetto IX.
Nel 1054, data della sua ultima attestazione, Gregorio aveva tre figli e una figlia. Sua figlia, Teodora, sposò Pandolfo (o Landolfo), signore di Capaccio (1040-1052), figlio di Guaimario III di Salerno e Gaitelgrima e fratello di Guaimario IV, insieme al quale fu assassinato. I figli maggiori di Gregorio, Giovanni e Pietro (noto come Pietro de Columna, capostipite della famiglia Colonna), morirono giovani, e fu quindi il figlio minore, Gregorio III, a succedergli.